# Tirawa (crater)

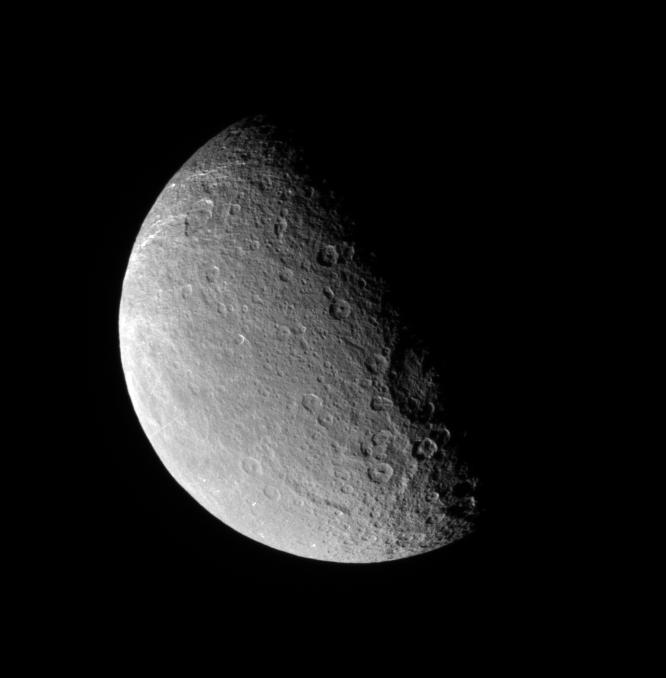
Această imagine Cassini a lui Rhea îl arată pe Tirawa trecând peste

Bazinul Tirawa este un crater mare pe satelitul lui Saturn, Rhea, la 34°12′N 151°42′W / 34.2°N 151.7°V. A fost zărit de Voyager 1 în timpul zborului său către satelit și ulterior fotografiat mai în detaliu de către sonda Cassini.
Tirawa are 5 km adâncime pe alocuri, așa cum se măsoară în imaginile NASA Voyager, și are 360 km lungime. 
Craterul are un contur ușor eliptic și un complex de vârf central alungit sugerând că a fost cauzat de un impact oblic. Tirawa se suprapune cu Mamaldi, un bazin mai mare și mai degradat la sud-vest de el.